# Complesso di via in Arcione
Il complesso di via in Arcione è uno dei complessi sotterranei più ampi e meno conosciuti del centro storico di Roma: scavato tra il 1969 ed il 1973 in occasione della costruzione di un parcheggio sotterraneo multipiano, si trova nel rione Trevi tra via dei Maroniti e via in Arcione. È indicato anche come "complesso dei Maroniti". Gli scavi hanno portato alla scoperta di una vasta area archeologica estesa per circa 1540 m², che comprende una insula, tabernae, una dimora signorile e un edificio dalla struttura complessa e più volte rimaneggiata di destinazione tuttora indefinita. Fra gli edifici si sono conservate due strade basolate. La varietà delle tecniche edili testimonia dei progressi in questo campo e anche del dinamismo immobiliare dell'epoca.